# Жуковский, Владимир Григорьевич
Влади́мир Григо́рьевич Жуко́вский (19 [31] марта 1871, Самара — июль 1922, Ново-Николаевск) — русский дипломат, поэт и переводчик.

## Биография
Из потомственных дворян. Родился в семье коллежского секретаря, члена Самарского окружного суда Григория Ивановича Жуковского (впоследствии — сенатор; 1836—1900); мать Жуковского — Ольга Фердинандовна, урожденная баронесса Корф, сестра Марии Фердинандовны Набоковой, жены Д.Н.Набокова, бабушки В.Набокова.
В 1897 году окончил юридический факультет Императорского Санкт-Петербургского университета. Служил в Министерстве иностранных дел: в Азиатском департаменте (1897—1899), секретарем консульства в Галаце (1899—1902) и генерального консульства в Иерусалиме (1902—1903), вице-консулом в Адрианополе (1903—1907), консулом в Кенигсберге (1907—1910) и Праге (1910—1915).
Затем назначен чиновником особых поручений 5-го класса в Романовский комитет при канцелярии Совета министров, в феврале 1917 г. возвращен в МИД, действительный статский советник (с 1916 г.)
В 1918—1919 последовательно исполнял должность товарища министра иностранных дел Временного Сибирского, Временного Всероссийского и Российского правительств. С 5 мая 1919 — товарищ управляющего МИД.
В 1919 одновременно исполнял должность председателя Комиссии по делам военнопленных.
Арестован в Иркутске в конце 1919 года. В числе 24 бывших членов колчаковского правительства был осужден Сибирским чрезвычайным ревтрибуналом и приговорен к «лишению свободы с применением принудительных работ пожизненно». Умер в Ново-Николаевской тюрьме.

### Семья
Жена — Анна Алексеевна Неклюдова-Жуковская (1872—1958), сестра П.А.Неклюдова.  После гибели мужа жила в Ленинграде, работала в Публичной библиотеке. После того, как в 30-е годы началась высылка из Ленинграда «неблагонадежных элементов», уехала в Свердловск, где жил ее сын. Преподавала немецкий и французский языки. Похоронена на Михайловском кладбище.
Дети: 
- Александра Владимировна Жуковская, в замуж. Воейкова (1900—1982). Муж — Дмитрий Дмитриевич Воейков, инженер-металлург. Репрессирован[2][3][4]. 
  - Внуки: Дмитрий Дмитриевич Воейков-младший[5], Екатерина Дмитриевна Воейкова (род. 1920)[6].
    - Правнучка: Мария Дмитриевна Воейкова, доктор филологических наук, профессор кафедры русского языка филфака СПбГУ[7].
- Жуковский Григорий Владимирович (1904—1993). Учился в Горном институте в Ленинграде. В апреле 1925 года арестован как «участник контрреволюционной монархической организации» (Дело лицеистов), приговорен к 3 годам ссылки; жил в Свердовске, в Ирбите, позже —  в Вологде и в Переяславле-Залесском[8]. Похоронен на Михайловском кладбище.

## Поэзия
С середины 1890-х гг. помещал стихотворения в разных изданиях, главным образом в «Новом Времени». Позже были собраны в книге: «Стихотворения. 1893—1904» (СПб., 1905). Стих Жуковского красив и звучен, но поэзия его изысканна и академически холодна — напоминает поэзию французских «парнасцев», одного из представителей которых, Эредиа, Жуковский охотно переводил.